# Cantó de Montmirail (Sarthe)
El cantó de Montmirail és un cantó francès del departament de Sarthe, situat al districte de Mamers. Té 9 municipis i el cap es Montmirail.

## Municipis
- Champrond
- Courgenard
- Gréez-sur-Roc
- Lamnay
- Melleray
- Montmirail
- Saint-Jean-des-Échelles
- Saint-Maixent
- Saint-Ulphace

## Història
| Data d'elecció                           | Identitat          | Partit              | Qualitat |
| ---------------------------------------- | ------------------ | ------------------- | -------- |
| 1945-1951                                | M. Boulmer         | radical independent |          |
| 1951-1958                                | Henri Besnard      | radical             |          |
| 1958-1994                                | Pierre Lardeyret   | RI, després UDF     |          |
| 1994-2008                                | Guy Lardeyret      | UDF, després UMP    |          |
| 2008-                                    | Dominique Le Mèner | UMP                 |          |
| les dades anteriors no són pas conegudes |                    |                     |          |
|                                          |                    |                     |          |

## Demografia
| A partir de 1990: Població sense dobles comptes |